# 사이버메드
주식회사 사이버메드(영어: Cybermed)는 1998년 설립된 이래 3D 영상 처리 및 치과 소프트웨어 분야에서 활발하게 활동해왔다. 미국 지사인 OnDemand3D Technology Inc.는 현재 캘리포니아주 어바인에 본사를 두고 있다.

## 역사
사이버메드는 1998년 김철영이 대한민국 서울서 설립했다. 설립 이후 사이버메드는 콘 빔 CT 영상 처리 소프트웨어를 세계 최초로 선보였으며, 쾌속 조형 시스템, 3D 의료 영상 소프트웨어 및 임플란트 계획 소프트웨어를 한국 최초로 개발했다. 이 회사는 2007년에 2D/3D 진단에 사용되는 진단 이미징 소프트웨어인 OnDemand3D를, 2010년에는 OnDemand3D의 임플란트 계획 추가 기능으로 수술용 스텐트/템플릿 주문 기능을 갖춘 독립형 패키지인 In2Guide를 출시했다. 2013년에는 로버트 댄포스 박사와 데일 A. 마일즈 박사의 도움을 받아 CBCT 결과에서 보고서 및 의뢰서를 생성하는 소프트웨어인 EasyRiter를 출시했다.

## 소프트웨어

### OnDemand3D
V-Works(2000) 및 CB-Works(2004)와 같은 인기 있는 선행 소프트웨어를 거쳐, OnDemand3D는 2006년 '완벽한 치과 이미징 솔루션'으로 출시되었다. 이 소프트웨어는 C/C++로 작성된 3D 영상 처리 소프트웨어이며, MFC 기반으로 영어, 프랑스어, 스페인어, 독일어, 러시아어, 일본어, 폴란드어, 포르투갈어로 제공된다. 사용자가 진단 또는 연구 요구에 따라 사용자 지정할 수 있는 모듈 기반 소프트웨어이다.
OnDemand3D는 OnDemand3D App과 OnDemand3D Dental 두 가지 주요 패키지로 판매된다. 차이점은 포함된 모듈에 있으며, 아래 표에 간략하게 요약되어 있다.
| 모듈                   | 기능                                                                                   | 앱        | 덴탈      |
| ---------------------- | -------------------------------------------------------------------------------------- | --------- | --------- |
| DBM                    | DICOM 관리, 데이터 검색, CD/DVD/USB 라이터, 서버에서 가져오기/내보내기, PACS 서버 통합 | 예        | 예        |
| Report                 | 모든 모듈에서 '캡처'하여 빠르고 간단한 보고서 작성; HTML 파일로 내보내기               | 예        | 예        |
| X-Report               | 고급 옵션: 효율성을 높이기 위해 사용자 지정 보고서 템플릿 설계                         | 예        | 예        |
| Dynamic Lightbox       | 슬라이스 뷰, 경사 슬라이스 뷰, 3D 확대/축소, 가상 내시경 등                            | 예        | 아니요    |
| Dental Volume Reformat | 임플란트 계획, 파노라마 뷰, 임플란트 검증, TMJ 뷰, 교합 뷰 등                          | 예        | 아니요    |
| Dental                 | 임플란트 계획, TMJ 분석, 3D 확대/축소, 신경 추적                                       | 아니요    | 예        |
| 3D                     | TMJ, 과두 진단, 기도 뷰, 치아 및 뿌리, 3D 확대/축소, 3D 분할, DICOM을 STL로 변환       | 예        | 추가 기능 |
| Fusion                 | 중첩, 수술 전후 비교, DICOM 데이터 스티칭                                              | 예        | 추가 기능 |
| 3D Ceph                | 두부 계측, 측정, 랜드마크 추적, 중첩, 수술 전후 비교, 2D 사진 매핑, 엑스선 영상 생성기 | 추가 기능 | 추가 기능 |
| X-Image                | 2D 영상 관리, 다중 형식 파일 관리, 구성된 스캐너에서 직접 수집, 런처 통합              | 추가 기능 | 추가 기능 |
| In2Guide               | 임플란트 계획, 맞춤형 수술용 템플릿 및 수술 드릴 키트 온라인 주문 (단독으로도 판매)    | 추가 기능 | 추가 기능 |

### In2Guide
원래 OnDemand3D의 선택적 추가 기능이었던 In2Guide는 2009년 말 독립형 In2Guide Pro 및 In2Guide Planner로 출시되었다. 동일한 플랫폼을 기반으로 하며 여전히 추가 기능으로도 사용할 수 있다. In2Guide의 주요 기능은 유도 임플란트 수술에 사용될 수술용 스텐트 또는 템플릿을 계획하는 것이다.
유도 임플란트 수술은 환자 CT 스캔과 In2Guide와 같은 3D 이미징 소프트웨어에서의 신중한 계획을 결합하여 설계된 '가이드' 또는 수술용 템플릿의 도움을 받아 수행되는 임플란트 수술이다. In2Guide는 수술 전에 임플란트를 가상으로 배치하고 보철 결과를 평가하는 데 사용된다. 연구에 따르면 컴퓨터 계획은 임플란트가 최적의 골량에 배치되도록 하여 '최상의 보철 결과'를 얻는 데 도움이 될 수 있다고 한다. 계획된 영상으로 설계된 수술용 템플릿은 필요한 드릴링의 각도와 깊이를 지시하는 맞춤형 슬리브를 사용하여 해당 위치를 정밀하게 재현할 수 있게 한다.
In2Guide에서 수술이 계획된 후, 사용자는 템플릿 제작을 위한 양식을 작성한다. 사용자가 '계획 이미지'를 업로드하면 적절한 슬리브와 드릴링 지침이 포함된 제작된 템플릿이 일반적으로 며칠 내에 고객에게 배송된다.
In2Guide Pro는 CT 장비, 구강 내 스캐너 또는 3D 스캐너를 갖춘 영상의학과 의원, 실험실 및 이미징 센터와 같은 고급 사용자를 위한 반면, In2Guide Planner는 임플란트 계획만 허용하는 훨씬 더 기본적인 버전이며, 다른 단계는 일반적으로 추가 요금으로 외주 처리된다.

### EasyRiter
EasyRiter는 데일 A. 마일즈 박사와 로버트 댄포스 박사와 공동 개발한 CBCT 보고 프로그램이다. 이 프로그램은 사용자가 각 해부학적 영역에서 준비된 목록에서 적절한 문장을 선택하는 간단한 템플릿 형식을 사용한다. CBCT 볼륨에서 변형 또는 병변이 발견되면 사용자가 올바른 설명을 선택하는 데 도움이 되는 일러스트레이션이 포함된 팝업 설명이 제공된다. EasyRiter는 또한 플렉스라 라이선스를 사용한다.
|  |  |

## 응용 분야
사이버메드의 제품은 주로 치과 의사, 교정의, 방사선과 의사, 구강 및 악안면 외과 의사, 일반 개업의, 치주과 의사 및 기타 전문의가 사용한다.
문헌에서 발견된 사이버메드 소프트웨어의 일부 더 구체적인 응용 분야:
- "전체 뇌 및 소뇌의 부피 측정을 위해 MR 영상에서 비뇌 조직으로부터 뇌 조직 분리"[17] [OnDemand3d - 3D 모듈]
- "환자 움직임과 이미지 확대로 인한 오류를 최소화하여 실제 측정을 재현함으로써 두개안면 영역의 특정 구조 검사"[18] [V-Works]
- "3D 영상 재구성을 통한 폰티쿨루스 포스티쿠스 유병률 조사"[17] [V-Works]
- "어금니의 단면 영상과 3D 재구성을 사용하여 하악 어금니의 원심설측 치근의 유병률 및 형태학적 분류 조사"[19] [OnDemand3D - 3D 모듈]
- "3D MRI 볼륨 측정을 사용하여 소뇌의 하위 영역 볼륨 측정 및 소뇌 반구와 벌레 소엽의 볼륨 비교"[20] [V-Works: ROI 측정]
- "하악 하악전돌증의 악교정 수술에서 부피 변화에 대한 3차원 분석"[21] [V-works]
- "각 상악 앞니의 협측 및 구개 판 두께, 치근 직경, 치근단 아래 협측 골의 곡률 각도 및 치근단에서 협측 골 곡률의 가장 깊은 지점까지의 거리 측정"[22] [OnDemand3D - DVR]
- "당뇨병이 치주 조직에 미치는 영향에 대한 예비 연구"[23] [OnDemand3D]
- "CBCT에서 하운스필드 단위를 도출하기 위해 회색 수준과 선형 감쇠 계수 사이의 관계 조사"[24] [OnDemand3D]

## 사업장 현황
- 본사: 대전광역시 유성구 유성대로 1205번길 6-26 (자운동 557번지)
- 서울사무소: 서울특별시 금천구 가산동 벚꽃로 278 SJ 테크노빌 1215호